# Real Life
Real Life er en humoristisk online-baseret tegneserie, skrevet af Greg Dean, og startet den 19. november 1999. Den er centreret omkring Greg og hans venner, omend skærmversionerne er en del anderledes end de virkelige.
På trods af titlen Real Life indgår elementer som tidsrejser, talende computere og magtkampe om verdensherredømmet. De fleste ideer udspringer af Deans noget nørdede væsen, således handler tidsrejsen om at skaffe et computerspil inden udgivelsen.
Tegneserien opdateres som udgangpunkt på alle hverdage, og der findes 1 udgivet bog, "Year One of Real Life" (ISBN 0-9746966-2-5).